# Wipperfelder Bach
Der Wipperfelder Bach ist ein 3,4 km langer, orografisch rechter Nebenfluss der Kürtener Sülz im nordrhein-westfälischen Wipperfürth im Oberbergischen Kreis (Deutschland).

## Geographie

### Verlauf
Der Bach entspringt am südlichen Ortsrand von Unterholl auf einer Höhe von 271 m ü. NN. Von hier fließt der Bach in vorwiegend südliche Richtung, passiert Wipperfeld am westlichen Ortsrand und mündet etwa 2 km Luftlinie südlich auf 197 m ü. NN rechtsseitig in die Kürtener Sülz, wobei er auf dem letzten Stück die Grenze zwischen Wipperfürth und Kürten bildet.
Auf seinem 3,4 km langen Weg überwindet der Wipperfelder Bach einen Höhenunterschied von 74 m, was einem mittleren Sohlgefälle von 21,8 ‰ entspricht. Er entwässert ein Einzugsgebiet von etwa 3 km². Der Wipperfelder Bach hat eine durchschnittliche Wassertiefe von etwa 25 cm. 

### Zuflüsse
- Bennenbach (rechts), 0,6 km
- N.N. (rechts), 1,0 km
- Hähnsiefen (rechts), 0,6 km

## Fauna
In dem Bach sind verschiedene Fisch- und Tierarten heimisch, wie z. B. die Bachforelle.